# Contribución polaca a la Segunda Guerra Mundial

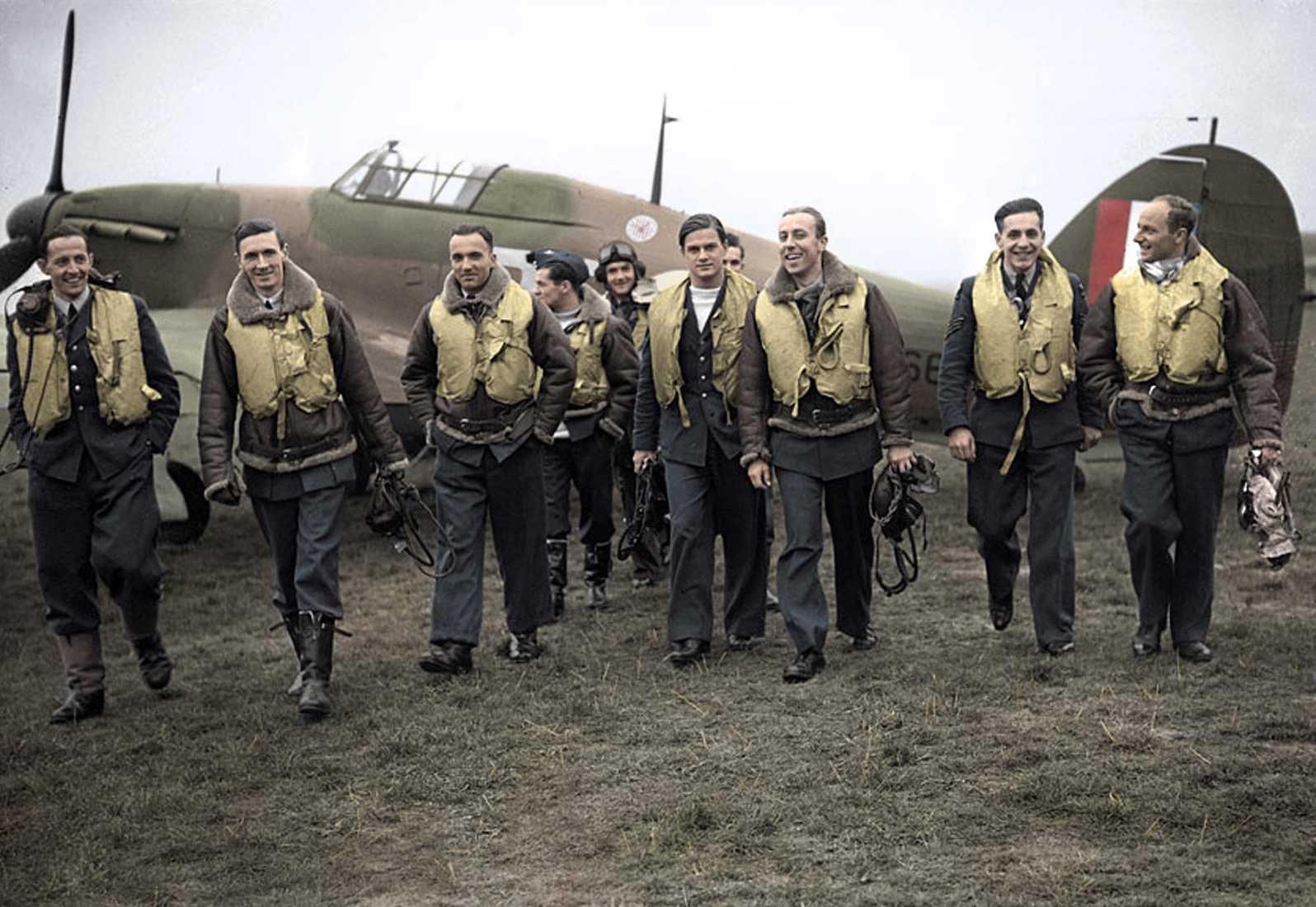
Foto colorizada del Escuadrón 303 de la RAF, formado por pilotos polacos.

La Contribución polaca a la Segunda Guerra Mundial se inició inmediatamente después de que las acciones bélicas de la Alemania nazi y de la Unión Soviética deshicieran la unidad territorial polaca, debido tanto a la invasión nazi como a la invasión soviética, que desataron la Segunda Guerra Mundial. Se desarrolló en todos sus entes representativos, incluido el ejército, y se sostuvo mediante el aporte de hombres y cierta cantidad de recursos, financiados estos por la comunidad polaca en el exterior, que ansiaba ver a su patria libre de la dominación y subyugación producidas por las invasiones.
Su mayor resonancia se consiguió con las revueltas en los guettos, durante la invasión alemana, y ayudaría posteriormente al descerebramiento de los rectores y ejecutores de los campos de concentración en su ocupado territorio. Aparte, su enorme ayuda al salvamento de judíos que luego darían testimonio de su supervivencia a su nuevo estado les valió en el honorífico título de nación justa del Yad Vashem del Estado de Israel.

## Inicios

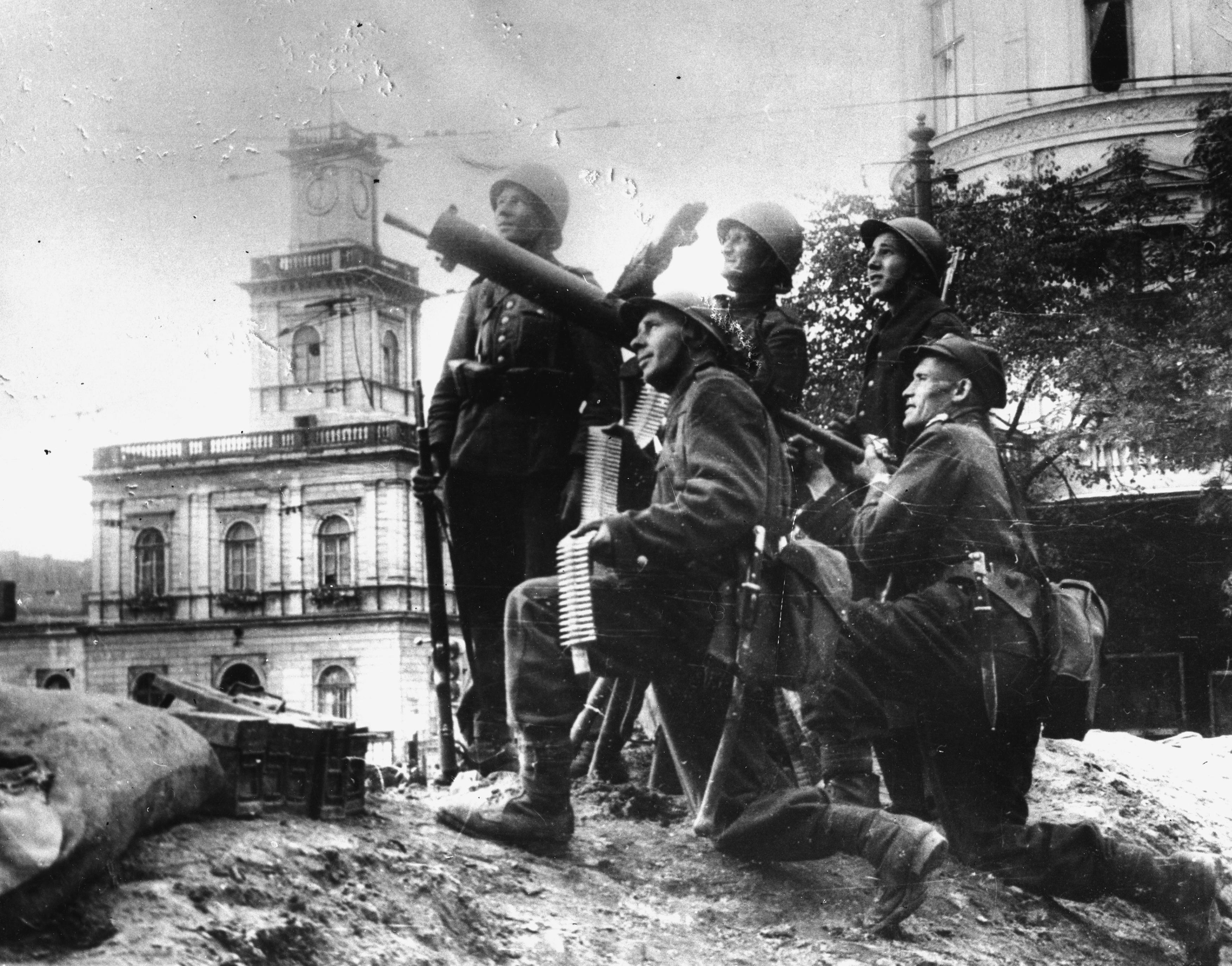
Batalla de Varsovia 1939

En septiembre de 1939, la defensa polaca no aguantaría la lucha en dos frentes a la vez. Un día más tarde, tanto el presidente polaco como el comandante en jefe huyeron a Rumanía. El 1 de octubre, después de un mes de asedio de Varsovia, las fuerzas hostiles entraron en la ciudad. Las últimas unidades polacas se rindieron el 6 de octubre. Polonia, sin embargo, nunca se rindió oficialmente a los alemanes.
Como consecuencia de la Campaña de Septiembre, la Polonia ocupada consiguió crear un poderoso movimiento de resistencia y contribuyó con fuerzas militares significativas al esfuerzo aliado durante el resto de la Segunda Guerra Mundial.
En la Polonia ocupada por Alemania, rápidamente la calidad de vida de los polacos, especialmente de los judíos de Polonia; se empezó a deteriorar, ya que la ideología nazi los calificaba como infrahumanos. Del lado soviético la población también fue humillada y denigrada a niveles similares, sino inferiores; con miles de oficiales polacos siendo ejecutados en masa (Masacre de Katyn). Se estima que la cantidad de víctimas de nacionalidad polaca en la Segunda Guerra Mundial fue de alrededor de 850.000 militares y 6.000.000 de civiles lo que da un total de 6.850.000 personas. Esta cifra de bajas es una de las más altas en dicho conflicto.
Estando en el epicentro del estallido de la guerra, Polonia fue el país que perdió porcentualmente más población: entre el 16,93% y el 17,22%.

## Batallas en las que participaron

### Con El Reino Unido y Francia

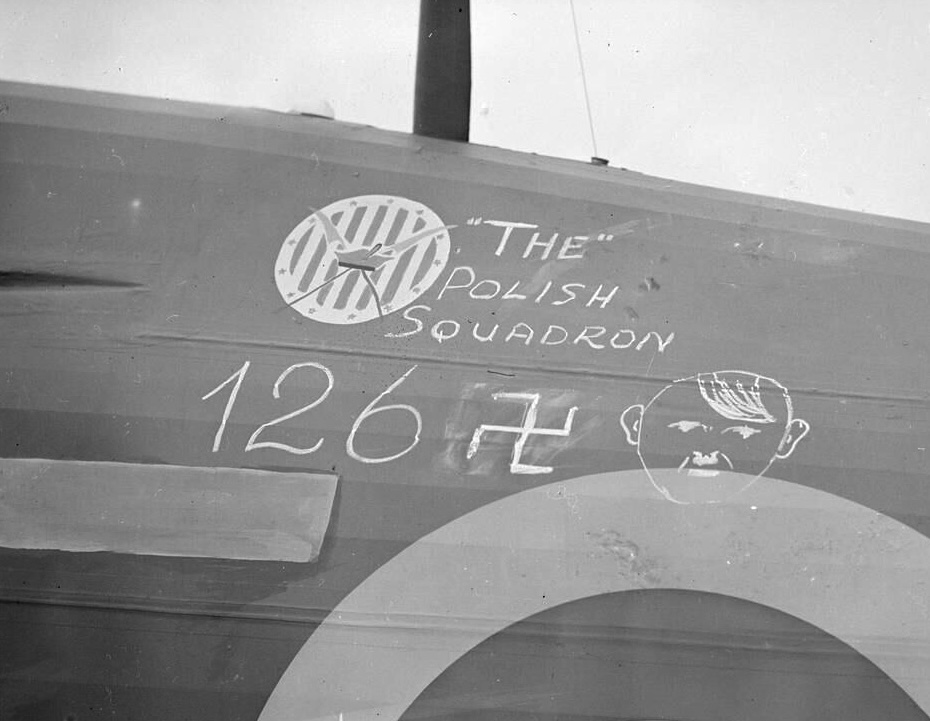
Escuadrón polaco 303. 126 aviones alemanes derribados. Winston Churchill dijo del Escuadrón polaco 303: Nunca en el campo del conflicto humano tantos debieron tanto a tan pocos.

Grandes batallas en las que los polacos lucharon:
- 1939-1945 Batalla del Atlántico barcos: ORP Błyskawica, ORP "Burza", ORP Grom (1937), ORP Orzeł (85A), ORP Piorun, ORP Orkan, ORP Dragon, ORP Conrad, ORP Garland.
- 1940 Batallas de Narvik - unidad "Samodzielna Brygada Strzelców Podhalańskich"
- 1940-1941 Batalla de Inglaterra - unidads 4 squadrons- 300, 301, 302, 303 (144 pilotos)
- 1941 Sitio de Tobruk - unidad "Samodzielna Brygada Strzelców Karpackich"
- 1944 Batalla de Montecassino- unidad "II Korpus Polski" (Segundo Cuerpo polaco)
- 1944 Bolsa de Falaise - unidad "1 Dywizja Pancerna (PSZ)"
- 1944 Operación Market Garden - unidad 1.ª Brigada Independiente de Paracaidistas polacos

y más batallas...

### Con la Unión Soviética

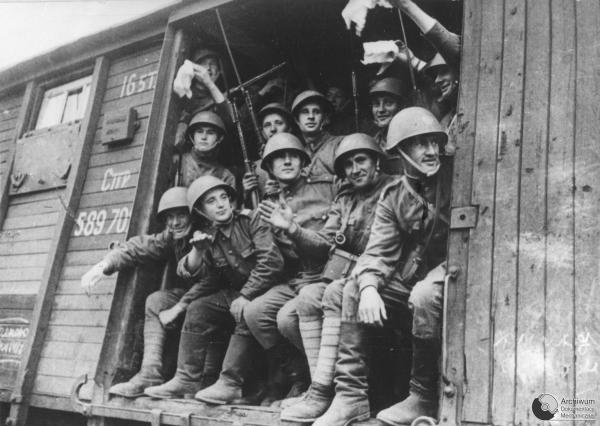
Polacos en la URSS 1943.

- 1943 Batalla de Lénino, unidad 1 Armia LWP
- 1944 Frente Oriental (Segunda Guerra Mundial), unidad 1 Armia LWP
- 1944 Operación Bagration unidad 1 Armia LWP
- 1945 Ofensiva del Oder-Vístula unidad 1 Armia LWP, 2 Armia LWP
- 1945 Batalla de Poznan
- 1945 Batalla de Berlín, unidad 1 Armia LWP, 2 Armia LWP

### Contra la Alemania nazi durante la Ocupación de Polonia

#### 1939
- Invasión alemana de Polonia de 1939 (Batalla de Westerplatte, Batalla de Wizna, Batalla de Bzura y más)
- Invasión soviética de Polonia de 1939 (Batalla de Vilna, Batalla de Grodno, Batalla de Leópolis (1939) y más).

#### 1944

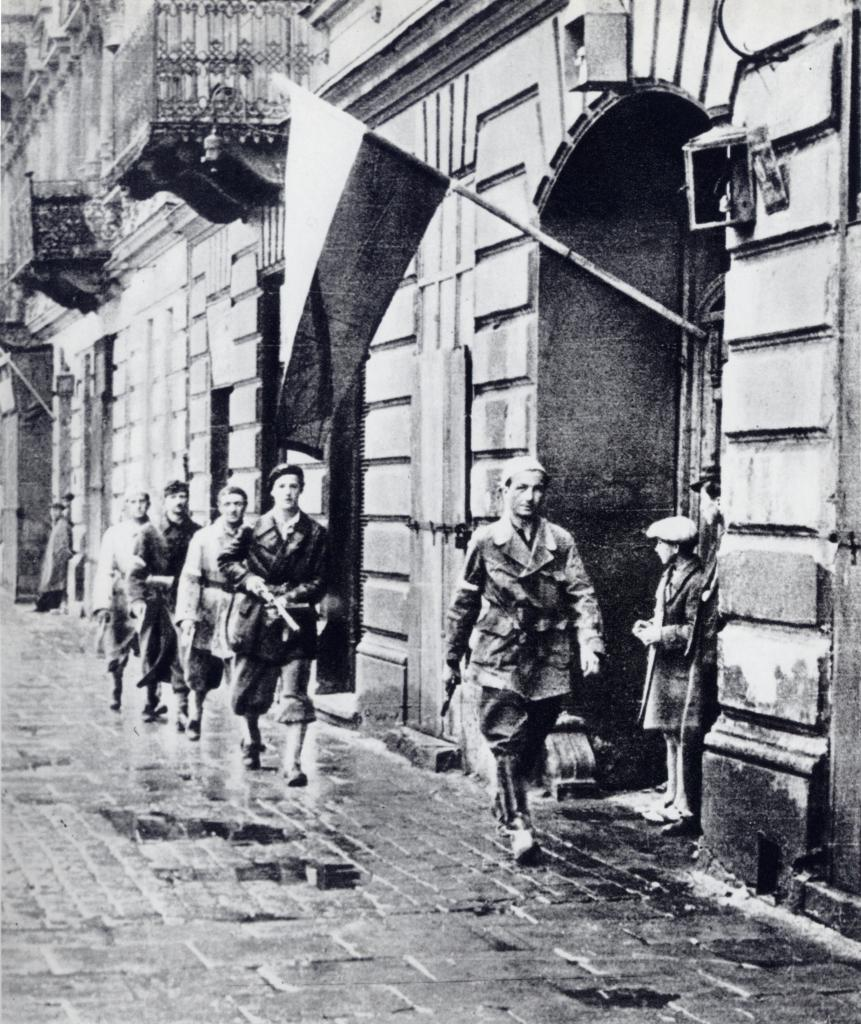
Alzamiento de Varsovia 1944. Soldados polacos patrullando las calles de Varsovia.

- 1944 Operación Tempestad unidad Armia Krajowa
- 1944 Alzamiento de Varsovia unidad Armia Krajowa.

#### 1945
- 1945 Ofensiva del Oder-Vístula unidad 1 Armia LWP, 2 Armia LWP

y otras operaciones.

### Contribuciones a la ciencia
- Operation "Most III" (Puente III) -  descodificación máquina Enigma y Cohete V2 - Armia Krajowa
- Marian Rejewski - Un joven matemático polaco, hizo uno de los mayores descubrimientos significativos en la historia del criptoanálisis usando técnicas fundamentales de matemáticas y estadística al encontrar una manera de combinarlas